# Gentiana plurisetosa
Gentiana plurisetosa är en gentianaväxtart som beskrevs av C.T. Mason. Gentiana plurisetosa ingår i släktet gentianor, och familjen gentianaväxter. Inga underarter finns listade i Catalogue of Life.